# Gertrude (cratera)

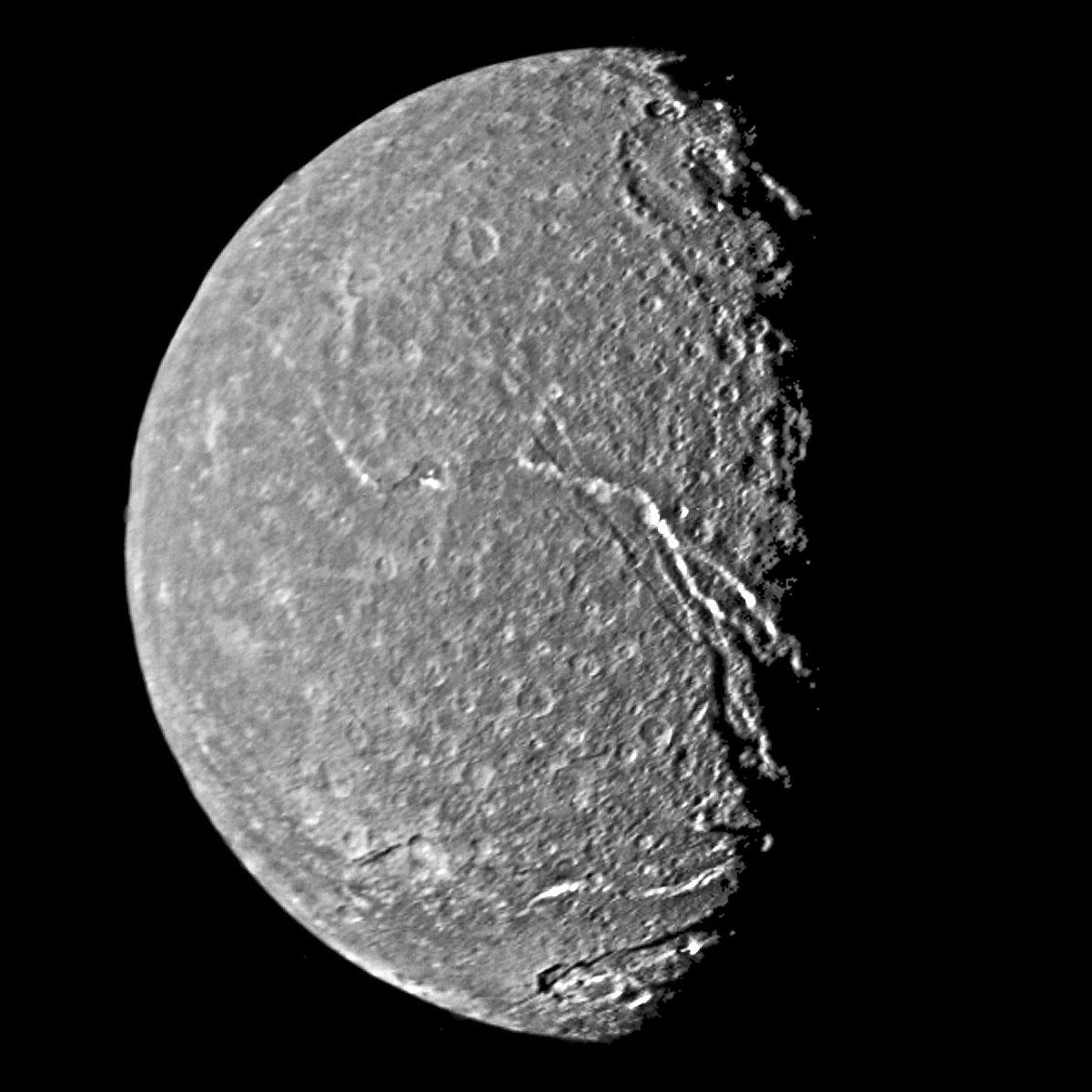
Gertrude é a grande cratera perto do topo dessa imagem da Voyager 2.

Gertrude é a maior cratera conhecida na lua de Urano Titânia, com um diâmetro de 326 km. Recebeu o nome de um personagem da obra de William Shakespeare Hamlet.
A borda de Gertrude é elevada por 2 km em relação ao chão da cratera. No centro da cratera existe uma cúpula, que é o resultado da elevação da superfície imediatamente após o impacto. A cúpula tem um diâmetro de cerca de 150 km e uma altua de 2–3 km. A superfície da cúpula tem poucas crateras sobrepostas, o que significa que foi modificada mais tarde.